# Бируинца
Бируинца (молд. Бируинца) је град у Синђерејском рејону, у Молдавији. 